# La Siest’ Avec Toi
A La Siest' Avec Toi című dal a francia Ottawan diszkó duó kislemez sikere, mely albumra nem került fel, viszont slágerlistás helyezést ért el a belga kislemez listán, ahol 23. helyezést érte el.

## Tracklista
7" kislemez
 Franciaország(Carrere 49.771)
1. "La Siest' Avec Toi" - 3:58
2. "Qui Va Garder Mon Crocodile Cet Eté" - 2:30

12" Maxi
 Franciaország(Carrere 8.116)
1. "La Siest' Avec Toi" - 3:58
2. "Qui Va Garder Mon Crocodile Cet Eté" - 2:30

## Slágerlista
| Slágerlista 1981 | Legmagasabb helyezés |
| ---------------- | -------------------- |
| Belgium          | 23                   |